# Campylium glaucocarpoides
Campylium glaucocarpoides är en bladmossart som beskrevs av Brotherus 1908. Campylium glaucocarpoides ingår i släktet spärrmossor, och familjen Amblystegiaceae. Inga underarter finns listade i Catalogue of Life.